# Brun kvistskål
Brun kvistskål (Rutstroemia firma) är en svampart som först beskrevs av Christiaan Hendrik Persoon, och fick sitt nu gällande namn av Petter Adolf Karsten 1871. Brun kvistskål ingår i släktet Rutstroemia och familjen Rutstroemiaceae.  Arten är reproducerande i Sverige. Inga underarter finns listade i Catalogue of Life.

## Bildgalleri

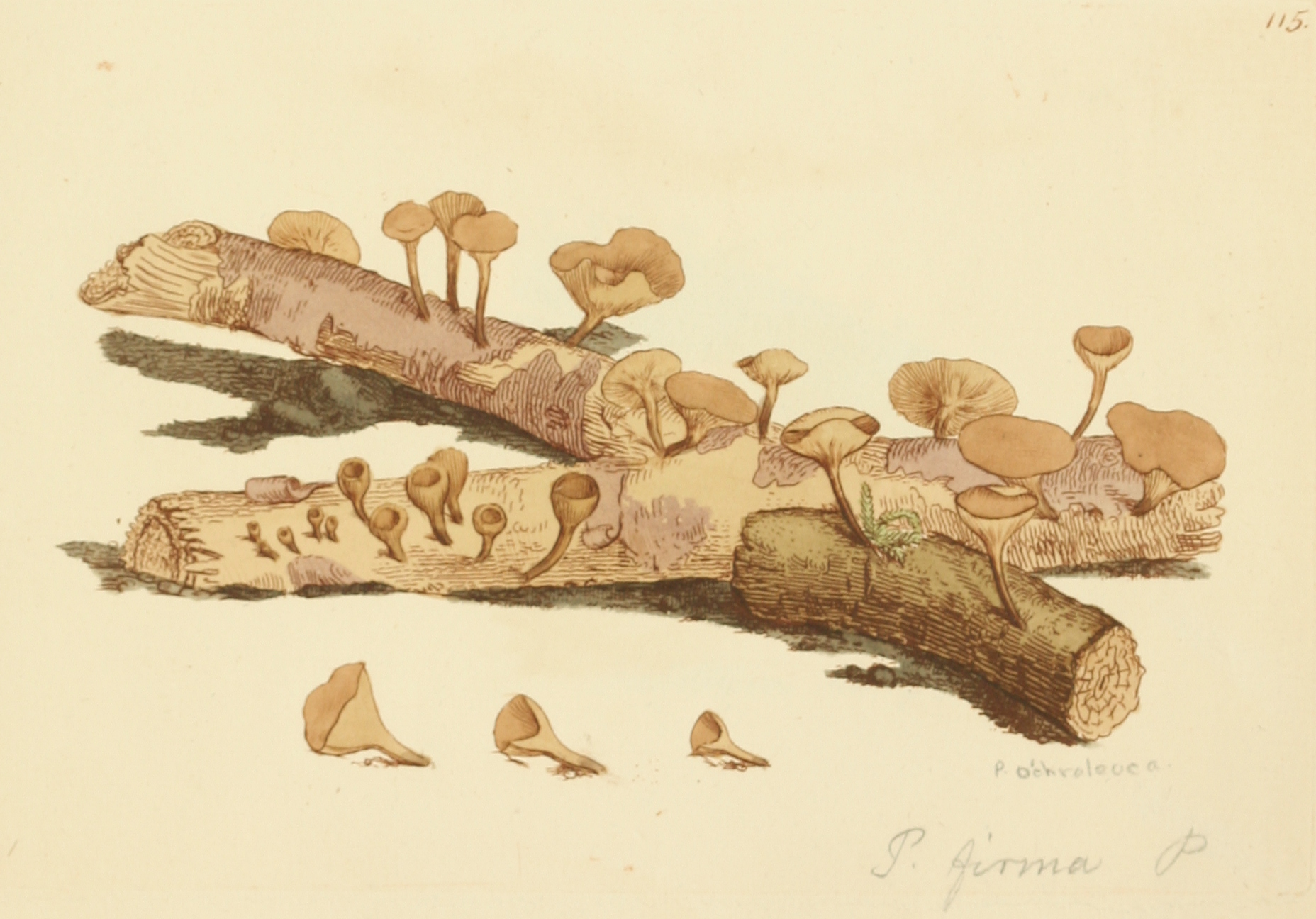